# Francisco Lopes de Calheiros e Meneses
Francisco Lopes de Calheiros e Menezes, primeiro e único conde de Calheiros (Calheiros, 12 de abril de 1856 – Calheiros, 2 de março de 1929), foi um deputado, Presidente da Câmara Municipal de Ponte do Lima e fidalgo português. 
Filho de Francisco Lopes de Calheiros de Menezes e Benevides e de Maria Emília da Madre de Deus Falcão Cota de Bourbon de Azevedo e Meneses. Casou-se em primeiras núpcias, em 1882, com Maria da Glória Alves Guimarães, com quem teve dois filhos: Francisco e Afonso. Casou-se em segundas núpcias com Fernanda Elisa de Catalá do Amaral Osório, com quem teve mais um filho: Francisco do Amaral.
Feito conde por Dom Carlos I, rei de Portugal, por decreto de 20 de março de 1890. Após sua morte, seu neto Francisco Lopes de Calheiros e Menezes e seu bisneto Francisco da Silva de Calheiros e Meneses tornaram-se, sucessivamente, pretendentes ao título.

## Homenagem

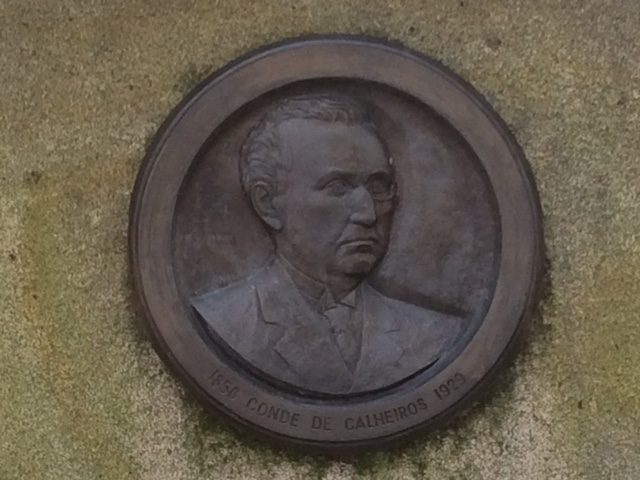
Placa em Bronze com a efígie do I Conde de Calheiros

Em 24 de Agosto de 2009, o I Conde de Calheiros foi homenageado pela população da freguesia de Calheiros, pela dedicação e serviço ao povo de Calheiros e de Ponte de Lima, tendo sido desterrada uma placa em bronze com a sua efígie. 